# Edmond Albius
Edmond Albius [ɛdˈmɔ̃ alˈbjys] (* 1829 in Sainte-Suzanne auf Réunion; † 1880 auf Réunion) wurde im Jahre 1841 Erfinder eines praktischen Verfahrens zur manuellen Bestäubung der Gewürzvanille (Vanilla planifolia).

## Leben
Albius wurde in St. Suzanne auf Réunion geboren. Seine Mutter, eine Sklavin, starb bei der Geburt und er wurde von seinem Besitzer, Féréol Bellier Beaumont, adoptiert.
Im Alter von 12 Jahren machte er die Erfindung, die La Réunion zum größten Vanilleproduzenten der Welt machte. 1848 wurde die Sklaverei abgeschafft und Albius ging nach St. Denis, wo er als Küchengehilfe arbeitete. Albius soll Schmuck gestohlen haben und wurde zu 10 Jahren Zuchthaus verurteilt, nach fünf Jahren wurde er vom Gouverneur, wegen seines Beitrages zum Wohlstand La Reunion begnadigt. Albius starb in St. Suzanne 1880 in Armut.

### Bedeutung der Erfindung

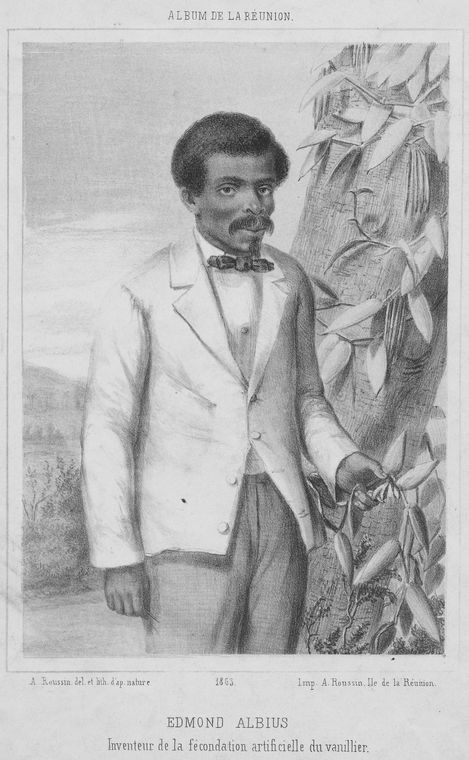
Ein Porträt des Edmond Albius, wie er die Blätter der Gewürzvanille (Vanilla planifolia) in seinen Händen hält.

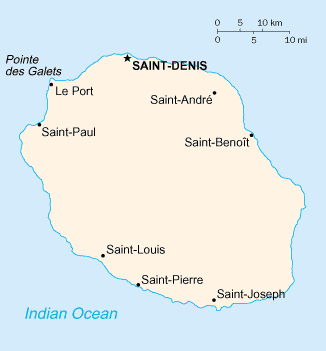
La Réunion

Französische Kolonialisten hatten die Gewürzvanille nach Réunion und ins nahegelegene Mauritius in den 1820er Jahren gebracht. Sie wollten dort mit dem großflächigen Anbau beginnen. Allerdings bestäubte kein Insekt die Pflanzen. Botanik-Professor Charles Morren von der Universität Lüttich hatte in den 1830er Jahren ein Verfahren entwickelt, bei dem man die Pflanzen mit der Hand bestäubt. Aber diese Technik war langsam und lohnte sich nicht. Die Erfindung Albius' war damals so bedeutend, da die Spanier ein Gewürzmonopol, unter anderem auch auf die Vanillepflanze, besaßen, die 300 Jahre lang nur in Mexiko kultiviert werden konnte. Erst 1807 wurden Stecklinge illegal nach Java und Réunion gebracht. Legal wurden sie am 26. Juni 1819 von den Franzosen Pierre-Henri Philiber und David de Floris auf die Insel gebracht. Der alte Name der Insel war Île Bourbon („Bourbon-Insel“), daher auch der Name Bourbon-Vanille. Trotz des tropischen Klimas bildeten die Vanilleblüten keine Schoten – sie blieben unbefruchtet. Was man damals noch nicht wusste, war, dass in Mittelamerika heimische Stachellose Bienen der Gattung Melipona sowie Vertreter aus der Vogelfamilie der Kolibris als Pollenüberträger die Bestäubung vornehmen.
1841 entdeckte Albius, wie man die Vanillepflanze einfach bestäuben kann: Mit einem dünnen Stock oder einem Grashalm wird das Rostellum, die Klappe zwischen dem männlichen Staubbeutel und der weiblichen Narbe angehoben und mit dem Daumen der klebrige Pollen vom Staubbeutel über die Narbe gestrichen.
Die Entdeckung des zwölfjährigen Sklavenjungen Edmond Albius erlaubte die industrielle Entwicklung und Kultivierung der Vanille und wird heute noch angewandt. So brach das große Vanillemonopol der Mexikaner zusammen, da sie nun nicht mehr die einzigen Vanilleexporteure auf der Welt waren. Sieben Jahre später wurden bereits 50 kg Vanilleschoten von La Réunion aus nach Frankreich exportiert, was sich bis zum Jahr 1898 auf 200 t steigerte.
Da der ursprüngliche Markenname „Vanille Bourbon“ u. a. auch auf Madagaskar und den Komoren verwendet werden darf, wurde auf La Réunion ein neues Label kreiert, die „Vanille de l'île de la Réunion“. Damit versucht man, sich
von anderen vanilleproduzierenden Ländern abzusetzen, denn der hohe Anteil an Handarbeit in Verbindung mit den hohen Löhnen im Vergleich zu jenen in den anderen Ländern des dortigen Wirtschaftsraums beeinträchtigen die Konkurrenzfähigkeit
Réunions auf dem internationalen Vanillemarkt erheblich. So betrugen 1999 die Produktionskosten für ein Kilogramm Vanille verte auf Madagaskar 2,30 €, auf La Réunion hingegen 9,10 €.
Obwohl heutzutage die synthetische Gewinnung des Aromastoffes Vanillin wesentlich kostengünstiger ist, enthält die natürliche Gewürzvanille über 50 zusätzliche natürliche Aromastoffe, die ihren einzigartigen Aromacharakter prägen und sie daher bislang unersetzlich machen.

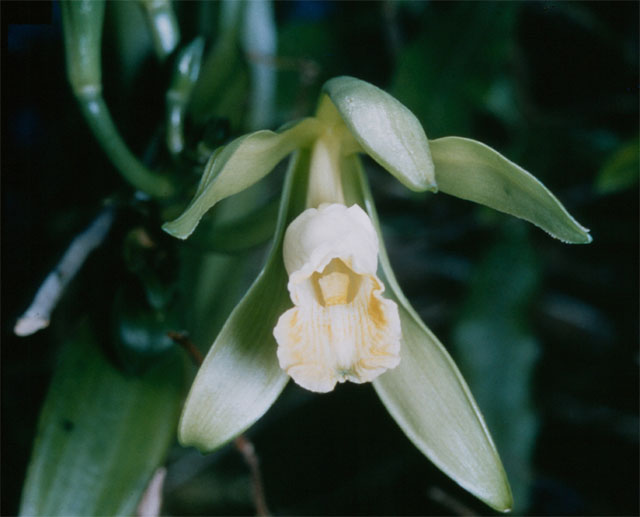
Vanilleblüte
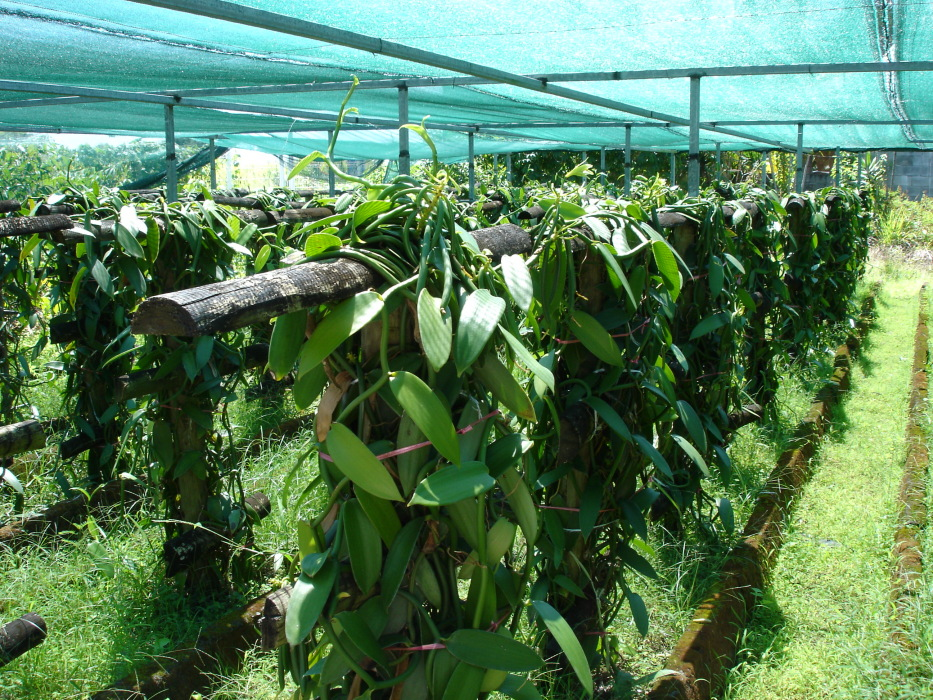
Vanilleanbau